# Lorius domicella
Lorius domicella là một loài chim trong họ Psittacidae.